# (21564) Widmanstätten
(21564) Widmanstätten, désignation internationale (21564) Widmanstatten, est un astéroïde de la ceinture principale.

## Description
(21564) Widmanstatten est un astéroïde de la ceinture principale. Il fut découvert le 26 août 1998 à La Silla par Eric Walter Elst. Il présente une orbite caractérisée par un demi-grand axe de 3,09 UA, une excentricité de 0,19 et une inclinaison de 16,8° par rapport à l'écliptique.

## Compléments